# Schneefernerkopf
Schneefernerkopf este un munte cu altitudinea de 2.875 m deasupra n.m.. Este situat în vestul masivului Wetterstein din Alpi, la granița dintre Bavaria, Germania, și Tirol, Austria. Privit din orașul Ehrwald, Austria, domină peisajul muntos al regiunii.